# كريس غوس
كريس غوس (بالإنجليزية: Chris Goss)‏ هو عازف قيثارة وموسيقي ومغني ومنتج أسطوانات وكاتب أغاني ومغن مؤلف أمريكي، ولد في 1959.

## وصلات خارجية
- كريس غوس على موقع IMDb (الإنجليزية)
- كريس غوس على موقع ميوزك برينز (الإنجليزية)
- كريس غوس على موقع إن إن دي بي (الإنجليزية)
- كريس غوس على موقع أول ميوزيك (الإنجليزية)
- كريس غوس على موقع ديسكوغز (الإنجليزية)